# 県道147号 (台湾)
県道147号（けんどう147ごう）は、南投県国姓郷から同県水里郷を結ぶ、全長14.3kmの台湾の県道。

## 通過する自治体
- 南投県
  - 国姓郷
  - 水里郷

## 接続する道路
- 台14線
- 県道131号

## 施設
- 南港国小学校
- 港源国小学校